# 京士利
京士利(Kingsley Royal)，是一隻七英尺高的兩腳直立獅子，是雷丁足球會的官方吉祥物。牠於1997－98年球季首次亮相，京士利每逢主場比賽均站在場邊手舞足蹈為球隊打氣。牠穿著一件印有印有「KINGSLEY」及「1871」號碼的雷丁主場球衣，因為1871年是雷丁足球會成立年份。
在2007年3月25日，京士利參加雷丁半馬拉松為波比摩亞基金籌款，籌得1,379英鎊。在2007年3月16日，英超的賽前節目Premier League Preview(香港播放版本為「英超Kick Off」)播放京士利的專訪。京士利曾經在一場賽事前的握手儀式中，故意在2006年世界盃出示「三黃一紅」的球證普爾後面，舉起一面寫上「3」字的黃牌，以示揶揄。
京士利成名，很大程度上要歸功於拉利球證。2007年4月30日，雷丁主場對的英超聯賽，拉利在上半場末段向京士利發出一面紅牌將其驅逐離場。因為拉利接到助理球證的通知，京士利於場邊走動，令其經常以為有雷丁球員越位。雷丁領隊賽後亦笑言：「我明白球證為何會感到混淆，牠與我的球員太相似了。」
英格蘭足球總會重看賽事錄影帶後，發言人表示不會作出任何行動。京士利繼續可以在馬迪斯基球場為雷丁打氣。